# Colom tacat oriental
El colom tacat oriental (Patagioenas maculosa) és una espècie d'ocell de la família dels colúmbids (Columbidae) que habita els boscos des del centre del Perú, Bolívia, el Paraguai i sud del Brasil cap al sud fins a Chubut, en Argentina.